# Рождественский, Николай Павлович
Никола́й Па́влович Рожде́ственский (13 [25] марта 1840, Курск — 26 ноября [8 декабря] 1882, Санкт-Петербург) — богослов, писатель, экстраординарный профессор Санкт-Петербургской духовной академии. Занимался вопросами христианской апологетики (основного богословия).

## Биография
Родился 13 марта 1840 года в семье Павла Григорьевича Рождественского, протоиерея и настоятеля Николаевской церкви в Курске. Получил образование в Курской духовной семинарии (1855–1860), после чего в 1861 году поступил в духовную академию в Санкт-Петербурге. Академию окончил в 1865 году с отличием, был первым в списке выпускников. Сразу же после выпуска был направлен на должность бакалавра в Казанскую духовную академию на кафедру сравнительного богословия (в некрологе и в Русском биографическом словаре указана кафедра основного богословия), где занимался изучением апологетической литературы.
В 1866 году опубликовал магистерскую диссертацию «О древности человеческого рода», а в 1867 году получил степень магистра богословия. В 1869 году был приглашён в Санкт-Петербургскую духовную академию доцентом на только открывшуюся кафедру основного богословия, с 1877 года — экстраординарный профессор.
С 1875 до 1881 года был помощником редактора журнала «Церковный вестник».
Скончался 26 ноября 1882 года от разрыва сердца. Похоронен на Никольском кладбище Александро-Невской лавры в Санкт-Петербурге. Часть своих сбережений, а также доходы от продажи книг завещал в пользу нуждающихся студентов Санкт-Петербургской и Казанской духовных академий и Курской духовной семинарии.